# Synoicum pomum
Synoicum pomum är en sjöpungsart som först beskrevs av Sars 1851.  Synoicum pomum ingår i släktet Synoicum och familjen klumpsjöpungar. Arten har ej påträffats i Sverige. Inga underarter finns listade i Catalogue of Life.